# Dariusz Zawiślak
Dariusz Zawiślak (Varsóvia, 25 de Julho de 1972) é um diretor de cinema polonês.

## Filmografia
- 1990: Time of Dream (Czas Snu)
- 1993: Druciana parasolka (The Umbrella)
- 1999: Titanic [1][2][3]
- 2000: Świąteczna przygoda (A Very Christmas Story)[2][3][4]
- 2007: Oczyma Pokolenia '78. Pontyfikat Jana Pawła II (Generation John Paul II - Crossroads)
- 2008: Karolcia i magiczny koralik (Caroline & Magic Stone) (producció)[1][2][3]
- 2009: Balladyna (The Bait) [1][2]

## Ligações externas

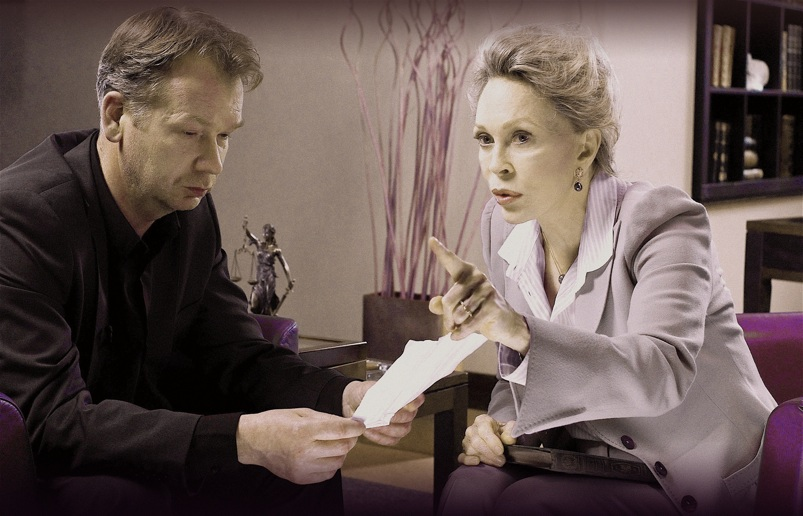
Faye Dunaway & Mirosław Baka, Balladyna, dir. Dariusz Zawiślak

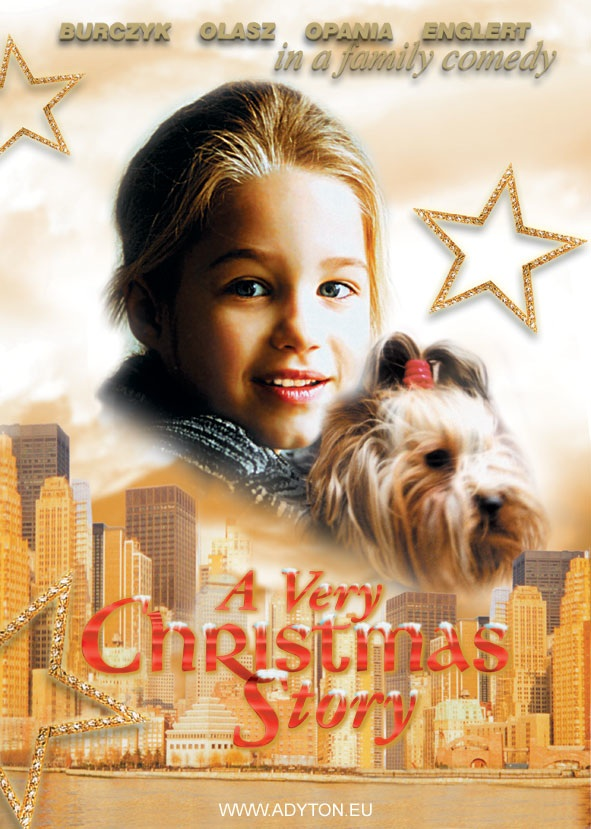

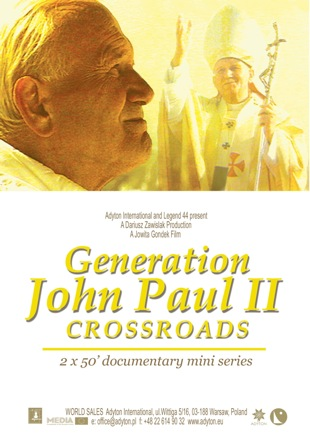

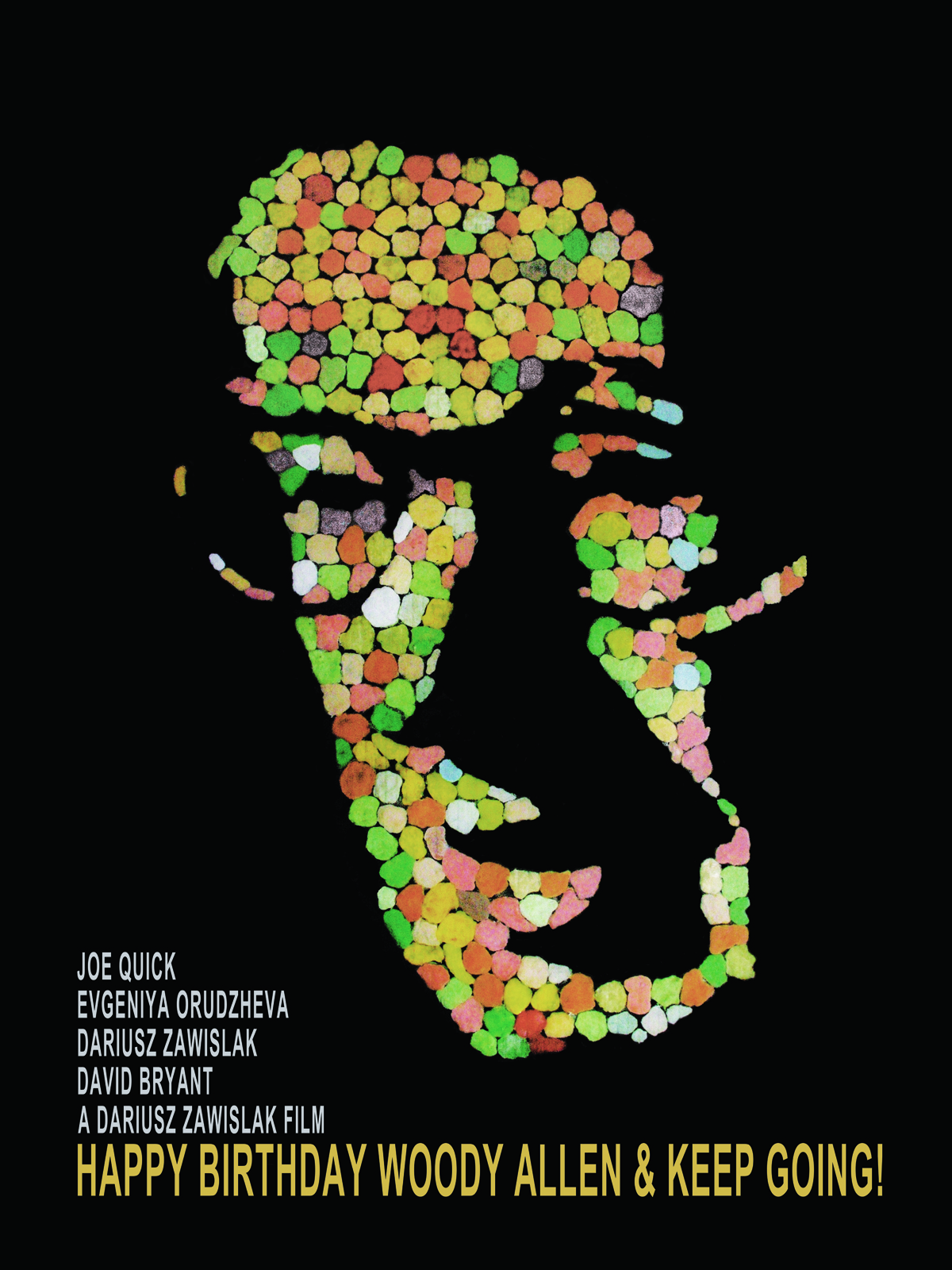

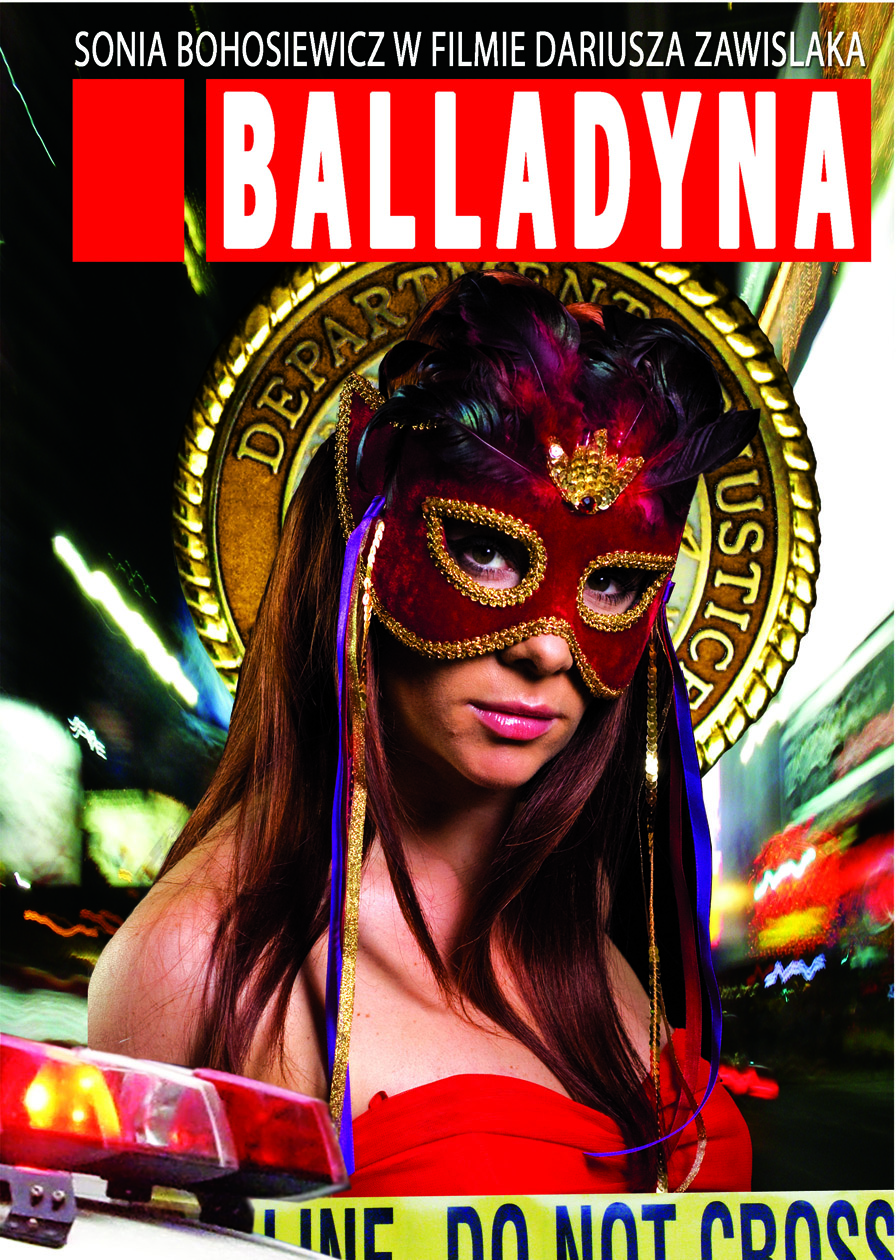